# René Bigand
René Bigand, né le 30 janvier 1923 à Boulogne-sur-Mer dans le Pas-de-Calais et mort le 18 mai 1967 près d'Arles dans les Bouches-du-Rhône, est un aviateur français, pilote militaire et pilote d'essai.

## Pilote de guerre
Nommé sous-lieutenant à sa sortie de l'École de l'Air, en octobre 1946, il est breveté pilote le 5 juin 1947. Il effectue un stage sur multimoteur à Avord avant de rejoindre la 21e escadre de bombardement, à Bordeaux-Mérignac, où il vole sur bombardier quadrimoteur britannique Handley Page Halifax. À la fin de 1950, il se voit confier la réception de Douglas B-26 Invader, des bimoteurs américains de bombardement léger, avec lesquels il participe à la mise en place du groupe de bombardement 1/19 « Gascogne », en 1951 à Saigon. Pendant la guerre d'Indochine, il forme des équipages mais mène aussi des missions de combat.

## Pilote d'essai
À l'issue de la guerre d'Indochine, il entre au Centre d'Essais en vol (CEV), se retrouve affecté à l'École du personnel navigant d'essais et de réception (EPNER) de Cazaux dans la même promotion que Jacqueline Auriol. En 1954, il obtient la licence de pilote d'essai no 173. Il est désigné comme officier de marque de l'Étendard de Dassault Aviation, qu'il présente dans sa version "appui tactique" au concours OTAN, organisé à Brétigny en septembre 1957. Le concours est gagné par le Fiat G.91 italien, mais grâce aux données accumulées par René Bigand sur le prototype, Dassault parviendra à réaliser une version améliorée, l'Étendard IV, un chasseur embarqué promis à une brillante carrière dans l'Aéronavale. 
Au CEV, il réalise bien involontairement une "première" en France : le 16 mai 1956, lors d'un vol d'essai sur le prototype 001 du biréacteur SNCASO SO-4050 Vautour, son avion part en vrille et il doit utiliser son siège éjectable, de même que l'ingénieur navigant de première classe Wanner, en place arrière. Cette double éjection simultanée est une "première" en France. Tous deux y survivront, après quelques mois d'hôpital pour Wanner qui subit un atterrissage brutal et se décide, après avoir survécu miraculeusement à cet accident, à demander en mariage sa petite amie. 
Lorsqu'il quitte le CEV, le 1er octobre 1957, le commandant Bigand intègre le bureau des programmes de matériel (BPM) de l'état-major. Marcel Dassault l'a remarqué et lui offre de devenir chef pilote de Dassault Aviation en remplacement de Roland Glavany. Cela lui permet de travailler sur de nombreux programmes d'avions civils et militaires :
- le Dassault Mirage III ;
- le Dassault Mirage IV : le 22 septembre 1960, aux commandes de ce bombardier bisonique unique en Europe, René Bigand bat le record du monde de vitesse sur circuit fermé de 1 000 km avec un vol de 33 minutes et 8 secondes soit une vitesse moyenne de 1 822 km/h[4]. Ce record était précédemment détenu par l'intercepteur américain McDonnell F-101 Voodoo, avec "seulement" 1 126 km/h[1].
- premier vol du "Balzac", un avion à décollage vertical, le 18 octobre 1962.
- premier vol du Mirage III V (pour Vertical), la version opérationnelle du "Balzac" qui ne sera pas retenue, le 12 février 1966.
- premier vol du Dassault Mystère 20, premier d'une série de "jets" privés pour hommes d'affaires, le 4 mai 1963[1].

Revenu aux avions de combat, René Bigand participe, le 15 juin 1966, aux essais du biplace Mirage F2 (F pour "ailes en flèche", contrairement au Dassault Mirage III à aile delta). Ces expérimentations, où René Bigand a dépassé Mach 1,5 aisément, conduisent à la réalisation d'une version monoplace de 11 tonnes, le Dassault Mirage F1, dont René Bigand assure le premier vol, le 24 décembre 1966. L'avion doit être présenté en vol au Salon du Bourget fin mai 1967. Une semaine avant le salon, lors de son 24e vol, le 18 mai 1967, le F1-01 rencontre soudain des problèmes de vibration des gouvernes. L'appareil devenu incontrôlable s'écrase entre Fos-sur-Mer et Arles, en bordure de la route nationale 568, lieu-dit "ferme le retour des Aires". On ne retrouvera aucune trace du pilote. L'état-civil de sa ville natale, Boulogne-sur-Mer, mentionne Arles comme lieu de décès. René Bigand totalisait 4 500 heures de vol.

## Distinctions
- Officier de la Légion d'honneur le 14 avril 1962[7]
- Croix de guerre des Théâtres d'opérations extérieurs
- Médaille de l'Aéronautique
- En 1962, l'Association des Journalistes Professionnels de l’Aéronautique et de l’Espace (AJPAE) lui décerne le prix Icare.

## Hommages
- Il est choisi comme « parrain » par la promotion 1968 de l'École de l'air[8].
- La promotion 1991-1992 de l'EPNER a pris le nom de baptême « René Bigand »[9].